# Ahmed Chah Massoud
Pour les articles homonymes, voir Massoud.
Ahmed Chah Massoud (en persan : احمد شاه مسعود), fréquemment appelé le commandant Massoud, né le 2 septembre 1953 à Bazarak (Afghanistan) et mort assassiné lors d'un attentat-suicide le 9 septembre 2001 à Darqad (Afghanistan), est un chef de guerre et un homme politique afghan.                       Commandant du Front uni islamique et national pour le salut de l'Afghanistan, du Jamiat-e Islami — parti pour lequel il est ministre de la Défense de l’État islamique d'Afghanistan de 1992 à 1996 — et le chef de l'Armée islamique, une armée combattant contre l'occupation soviétique puis l'émirat islamique d'Afghanistan de 1996 à 2001.
Sa réputation de chef militaire et notamment son surnom de « Lion du Panchir » vient du fait qu'il réussit à repousser sept attaques d'envergure des troupes soviétiques contre la vallée du Panchir, au nord-est de Kaboul puis protège sa vallée contre les talibans qui ont pris le pouvoir et qui ne parviendront jamais à la contrôler de son vivant. Alors qu'il n'a eu de cesse de prévenir les Occidentaux de la menace internationale notamment constituée par la présence d'Oussama Ben Laden et d'Al-Qaïda sur le sol afghan, son assassinat par cette organisation survient deux jours avant les attentats du 11 septembre 2001.

## Biographie

### Jeunesse
Ahmed Chah est né en 1953 dans le village de Jangalak, dans le district de Bazarak, dans la province du Panchir, en Afghanistan. Son père, Dost Mohammed Khan, d'ethnie tadjike, est colonel dans l'armée royale afghane. Partie de son Panchir natal, sa famille habite brièvement à Herat avant de s'installer à Kaboul, où Massoud passe son enfance. Il étudie au renommé lycée français de Kaboul. Considéré comme un élève doué, il poursuit des études d'ingénieur à l'université de Kaboul, et apprend à parler persan, pachto, ourdou et français, ainsi qu'à lire l'anglais,.  
En 1973, le prince Mohammad Daoud Khan est élevé au pouvoir par un coup d'État soutenu par le Parcham, aile modérée du parti communiste afghan, établissant la République d'Afghanistan. Ces évènements contribuent à la naissance d'un puissant mouvement islamiste, opposé à la progression de l'influence communiste et soviétique dans le pays, et surtout à la politique nationaliste pachtoune, modernisatrice et centralisatrice de Daoud Khan, qui affaiblit au profit de l'État les seigneurs féodaux et les chefs tribaux, et favorise les pachtounes au détriment des tadjiks,. Pendant ce temps, alors qu'il est étudiant à l'Université de Kaboul, Massoud rejoint l'« Organisation de la jeunesse musulmane » (Sazman-i Jawanan-i Musulman), la branche estudiantine du Jamiat-e Islami (« Société islamique »), parti fondamentaliste islamiste dont le président est Burhanuddin Rabbani, lui-même influencé par le mouvement des frères musulmans. L'Université de Kaboul est le centre de l'activisme politique afghan, Ahmed Chah choisissant pour sa part le nom de guerre de « Massoud »,.
La politique nationaliste pachtoune de Daoud Khan, soutenue par l'union soviétique, remet en cause les frontières entre l'Afghanistan et le Pakistan afin de créer un "grand Pachtounistan", poussant Islamabad à soutenir les mouvements islamistes afghans, dont le Jamiat-e Islami. En 1975, Massoud, qui a déjà commencé à gravir les échelons du parti, prend part à un soulèvement infructueux dans la région du Panchir, soutenu par l'ISI. Après que les meneurs aient trouvé refuge à Peshawar, un schisme profond et durable se forme au sein du parti : Le Jamiat-e Islami se scinde entre les partisans d'une prise du pouvoir progressive (surtout des tadjiks) rassemblés autour de Massoud et Rabbani, et les radicaux entourant Gulbuddin Hekmatyar (surtout des pachtounes), plus enclins à la lutte armée, qui fondent le Hezb-e Islami, que le Pakistan juge plus malléable,. Les deux groupes gardent cependant le même objectif : instaurer un État islamique appliquant la Charia en Afghanistan, et demeurent tout les deux aidés et entraînés par l'ISI. Le conflit atteint une telle intensité que Hekmatyar tente d'assassiner le jeune Massoud, alors âgé de 22 ans,.

### Résistance contre l'Union soviétique (1979-1989)
L'aile radicale du parti communiste afghan, le Khalq, prend le pouvoir en 1978. Les persécutions du nouveau gouvernement contre le clergé, et surtout la réforme agraire qui dépossède les élites tribales et féodales rurales, fait exploser le ressentiment que les campagnes afghanes ont accumulés depuis des années sous Zaher Shah et Daoud Khan. Ne pouvant admettre un gouvernement communiste en Afghanistan, le Pakistan, l'Iran, l'Arabie saoudite et les États-Unis décuplent leur soutien aux moudjahidines (ou "guerriers saints", anticommunistes), dont ceux du Jamiat-e Islami. Pensant qu'une révolte armée contre les communistes recevrait le soutien du peuple, Massoud, le 6 juillet 1979, commence une insurrection dans le Panchir, qui d'abord échoue. Il décide d'éviter une confrontation conventionnelle contre les nombreuses forces gouvernementales et de mener une guerre de guerilla. Par la suite, il prend l'entier contrôle du Panchir et chasse les troupes communistes afghanes. Son prestige personnel et l'efficacité de l'organisation militaire persuadent les commandants locaux de venir et apprendre auprès de Massoud, qui saura aussi jouer sur l'hostilité des peuples du nord de l'Afghanistan envers les pachtounes, mêmes anticommunistes, pour agrandir la zone d'influence du Jamiat-e Islami. 

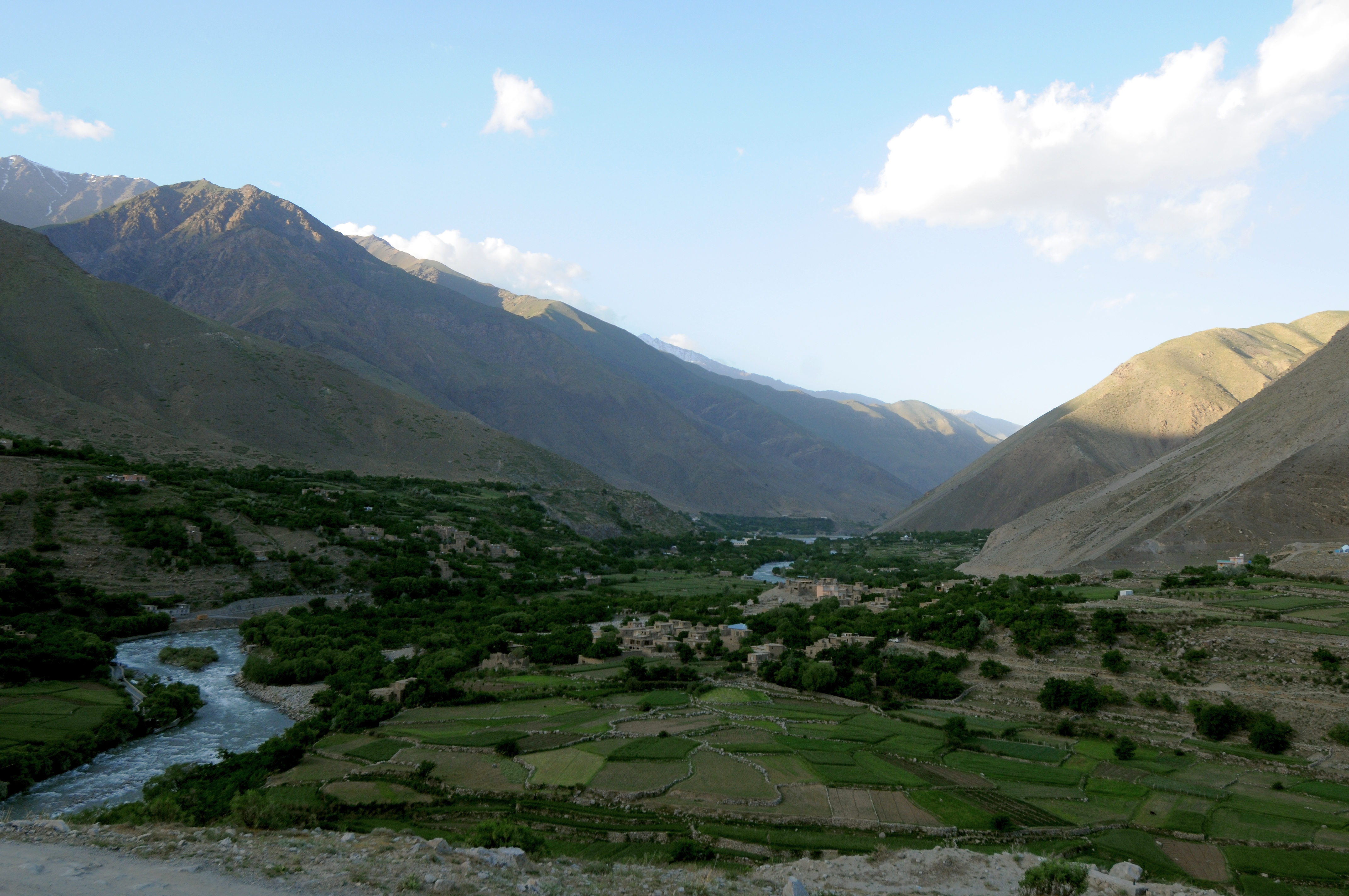
Vallée du Panchir, haut lieu de la résistance au régime communiste afghan et à l'URSS.

L'union soviétique renverse le Khalq et envahit l'Afghanistan à la fin de 1979, et devient, avec le gouvernement pro-soviétique (Parcham) de Babrak Karmal, le principal adversaire des troupes du Jamiat-e Islami. Dès le début de la guerre, les moujahidines de Massoud attaquent les forces d'occupation soviétiques, prennent en embuscade les convois afghans et soviétiques traversant la passe de Salang, et provoquent des pénuries de carburant dans Kaboul. Malgré de constantes attaques de la part de l'Armée rouge et de l'armée afghane, Massoud augmente sa force militaire. Ayant débuté en 1980 avec une force de 1 000 guerilleros mal équipés, les moujahidines de la vallée du Panchir atteignent un effectif de 5 000 hommes en 1984. Après avoir étendu son influence autour de la vallée, Massoud accroît ses forces de résistance à 13 000 combattants en 1989. L'armement des moujahidines est constitué d'armement soviétique pris à l'ennemi. La plupart des armes et munitions sont récupérées sur le champ de bataille, seuls 20 % de l'armement sont importés par les caravanes. Une partie de l'argent vient également de l'extraction de diamants, qui enrichira une partie de la famille de Massoud.
Massoud contribue lui-même à entrainer ses troupes, attirant ainsi d'autres chefs de guerre à ses cotés. L'entraînement dure deux mois et les opérations militaires sont limitées à quinze jours, après lesquels les moujahidines peuvent retourner auprès de leur famille. La résistance populaire et organisée, met à mal les troupes soviétiques constituées, pour la plupart, d'appelés du contingent. Les troupes du Jamiat-e Islami n'affrontent cependant pas seulement les soviétiques et le gouvernement communiste afghan, mais aussi d'autres moudjahidines combattant les soviétiques, notamment les forces du Hezb-e Islami Gulbuddin d'Hekmatyar, ou les maoïstes de l'ALO(en) menés par Faiz Ahmad(en). 
Pour organiser le soutien des moudjahidines, Massoud établit un système administratif où sont appliqués la loi et l'ordre (nazm) dans les secteurs sous son contrôle. Le Panchir est divisé en 22 bases (qarargah) gouvernées par un commandant militaire et un administrateur civil, disposant chacune d'un juge, d'un procureur et d'un avocat d'office. Massoud instaure des institutions fondées autour de cinq comités : un comité militaire, chargé du recrutement et de la répartition des armes, des vêtements et des vivres ; un comité économique, chargé de l'approvisionnement de la vallée, du prélèvement des taxes et de la monnaie : l'afghani d'avant 1978 ; un comité culturel, chargé de la propagande et notamment la diffusion des affiches du Jamiat-e Islami exilé au Pakistan ; un comité des services secrets, chargé de recueillir le renseignement, infiltré partout dans Kaboul, jusque dans l'état-major des armées ; et enfin un comité judiciaire, chargé de juger les prisonniers de guerre. Les prisonniers de guerre afghans sont désarmés, et rejoignent éventuellement la résistance afghane. Un hôpital est également mis en place, avec l'aide de médecins français de l'Aide médicale internationale.                                    Inversement, la DIDR signale des cas répétés de tortures sur les prisonniers, des crimes de guerre perpétrés délibérément contre des civils, et des persécutions et disparitions forcées contre les hazaras, souvent objets de persécutions religieuses et raciales car asiatiques et chiites,. Le spécialiste de l'Afghanistan Gilles Dorronsoro affirmera que le commandant Massoud déclarait aux journalistes étrangers venus le rencontrer ce qu'ils voulaient entendre pour améliorer son image internationale.
À un journaliste français étonné du succès de la résistance, Massoud répond : « Je pense que notre succès est dû à quatre raisons : la première, c'est que nous combattons tous, le combattant fait la guerre avec l'ennemi pour gagner le Janat (« jardin de Dieu »). Ils pensent ainsi : si nous mourons, nous gagnerons le Janat. Pour cette raison, ils n'ont pas peur de la mort. La première raison, c'est l'aide de Dieu. La deuxième raison, c'est que les moujahidines sont très courageux, ils sont prêts à continuer la guerre. La troisième raison, c'est la structure de la vallée, faite de montagnes et de rivières. Elle nous est favorable, et défavorable à l'ennemi. La quatrième raison, c'est que l'ennemi ne connaît pas cette vallée. »
En 1985, Massoud passe une trêve de deux ans avec les généraux soviétiques, qui lui permet d'étendre son influence dans tout le nord-est du pays. En 1986, au plus fort de la guerre contre les troupes soviétiques, Ahmed Shah Massoud fonde le Shura-e Nazar (« conseil de surveillance »). Ce conseil va vite devenir le véritable centre politique de tout le nord de l'Afghanistan. Les provinces de Kapisa, Parwan, Kaboul, Kunduz, Baghlan, Balkh, Takhar et Badakhshan se trouvent pour la première fois rassemblées sous un seul commandement. Cette organisation est alimentée essentiellement par l’aide humanitaire, le commerce d’émeraude et de lapis-lazuli et, vraisemblablement, par le trafic de drogue.

### Guerre d'Afghanistan (1989-2001)
En 1989, après le retrait des troupes soviétiques, Massoud n'est pas en mesure de prendre la capitale immédiatement. Il doit faire face à la milice du pachtoune Gulbuddin Hekmatyar, financé par les services secrets américains (CIA) et pakistanais (ISI), et à l'armée nationale afghane. Le jeu américain consistait alors à soutenir les combattants les plus fondamentalistes, estimant qu'ils seraient les plus féroces au sein de la lutte contre l'occupant soviétique. Ainsi Hekmatyar reçut-il au cours du conflit près de 80 % de l'aide américaine. En 1990, après l'entrée de l'armée soviétique à Bakou pour reprendre le contrôle de la capitale de l'Azerbaïdjan, qui vient de se soulever, il lance un appel aux musulmans vivant en URSS à se soulever : « Qu'ils déclenchent la lutte contre la domination soviétique et conquièrent leur liberté le plus vite possible ». En 1992, Massoud passe un marché avec le sulfureux Abdul Rachid Dostom, le chef d'une milice ouzbèke ayant combattu pour l'armée soviétique, afin de rentrer sans combattre dans Kaboul. Le 19 mars 1992, un « conseil militaire » composé de miliciens ouzbeks et tadjiks et des troupes du commandant Massoud s'empare de Mazâr-e Charîf, ainsi que de onze provinces du Nord. Les forces du commandant Massoud entrent dans Kaboul le 29 avril. Un premier gouvernement provisoire est mis en place le 28 juin, présidé par Burhanuddin Rabbani, leader modéré du Jamiat-e Islami. Massoud est nommé ministre de la Défense. La rivalité entre les différentes factions politiques, et notamment entre Massoud et Gulbuddin Hekmatyar, provoque la seconde bataille de Kaboul.
De 1992 à 1994, Massoud parvient à étendre son emprise sur la capitale en chassant le Djoumbesh et le Hezb-e Wahdat de Kaboul. À l'automne 1994, une nouvelle force politique, les talibans, s'empare du sud du pays, majoritairement pachtoune, et expulse Gulbuddin Hekmatyar des environs de Kaboul. Ce dernier se rallie finalement au commandant Massoud et obtient le poste de Premier ministre au sein du gouvernement de Burhanuddin Rabbani. Massoud, qui combat les talibans au long des années 1990, perd au cours de ces années beaucoup de sa légitimité. Forcé de s'allier à des commandants peu recommandables, comme Abdul Rasul Sayyaf, au service d'un gouvernement incompétent, celui du Tadjik Burhanuddin Rabbani, et forcé de se battre contre Gulbuddin Hekmatyar, il est de plus en plus considéré comme un seigneur de guerre parmi d'autres. De plus, dans un pays au sentiment communautaire fort, Massoud est systématiquement présenté comme « tadjik », réduisant ainsi son audience sur la scène politique.
De 1994 à 1996, les talibans, soutenus par le gouvernement pakistanais de Benazir Bhutto et l'ISI, s'emparent des deux tiers du pays (dont la capitale Kaboul) et proclament un émirat islamique dirigé par le charismatique mollah Omar.
Indépendant et opposé aux extrémistes religieux ou politiques, Massoud entretient des relations tumultueuses avec les Pakistanais, les Américains, les Saoudiens, et les tendances pro-iraniennes ou pro-saoudiennes de son propre parti, le Jamiat-e Islami. Les Américains ne lui font pas confiance, et leur politique internationale vise à soutenir les autorités du Pakistan, qui eux-mêmes soutiennent les talibans. Les puissances étrangères lui retirent petit à petit leur soutien logistique ou matériel, mais Massoud parvient néanmoins à repousser les offensives talibanes sur son fief du Panchir.

### Assassinat

#### Contexte
La mort d'Ahmed Chah Massoud précède de deux jours les attentats du 11 septembre 2001 aux États-Unis. Une lettre de recommandation du journaliste Karim Touzani (pseudonyme utilisé par Dahmane Abd el-Sattar) adressée à Massoud a été tapée en mai 2001 sur un ordinateur utilisé par Ayman al-Zawahiri et Mohammed Atef.
À plusieurs reprises, Massoud a essayé d'attirer l'attention de la communauté internationale sur le danger représenté par Oussama ben Laden et, selon certaines sources, préparait même une confrontation d'importance avec l'appui des États-Unis contre les talibans et Al-Qaïda.

#### Attentat

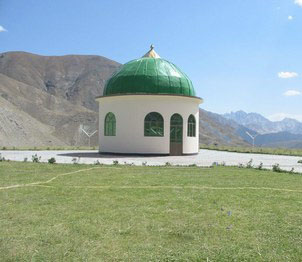
Sépulture du commandant Massoud, dans la vallée du Panchir.

Ahmed Chah Massoud est assassiné dans un attentat suicide le 9 septembre 2001 à Khwājah Bahā ud Dīn (Khvājeh Bahāuḏḏīn), dans le district de Darqad de la province de Takhar au nord-est de l'Afghanistan. Les auteurs de l'attentat sont deux membres d'Al-Qaïda, les Tunisiens Dahmane Abd el-Sattar (mari de l'islamiste Malika El Aroud) et Rachid Bouraoui el-Ouaer, deux hommes vivant à Bruxelles, en Belgique, qui ont pu l'approcher grâce à une lettre de recommandation du Centre d'observation islamique (organisation basée à Londres). Ils se sont fait passer pour des journalistes munis de faux passeports belges et équipés d'une caméra volée à France 3 à Grenoble, élément qui met en évidence l'importance de la région sud-lyonnaise dans l'enquête terroriste,. Le faux cameraman Bouraoui el-Ouaer fait exploser la ceinture de TNT scotchée sur son ventre. Massoud, gravement blessé au visage, est transporté en jeep puis dans un hélicoptère qui l'emmène à l'hôpital militaire de Farkhar mais il meurt au cours du trajet.

#### Recherche de complicités

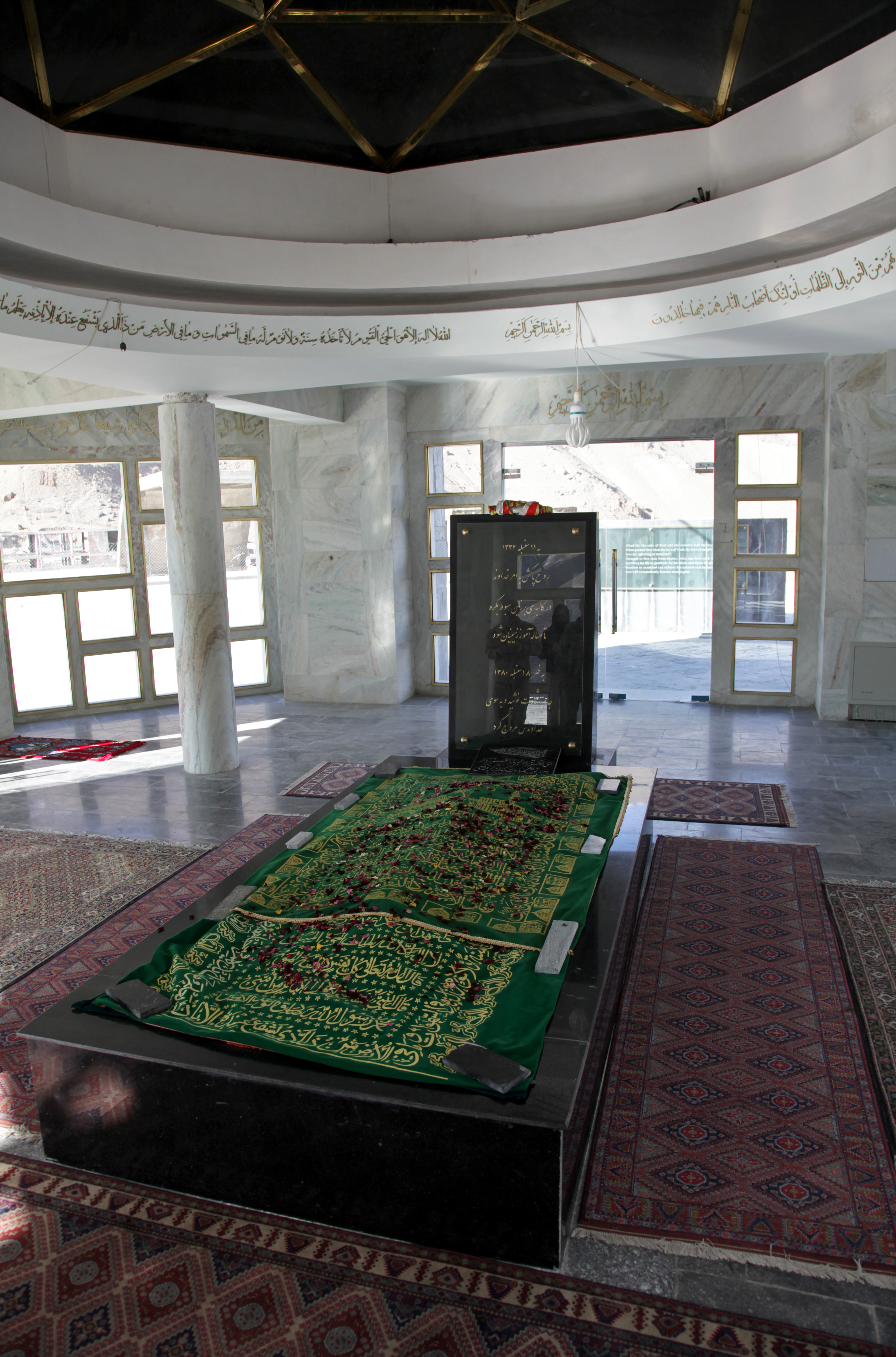
Tombe d'Ahmed Chah Massoud en 2010.

L'Iran entretient des relations pour le moins tendues avec l'émirat islamique d'Afghanistan, notamment depuis la prise de Mazâr-e Charîf par les talibans à l'été 1998, au cours de laquelle 11 ressortissants iraniens (dix diplomates et un journaliste) sont assassinés par des membres du Sipah-e Sahaba, ce qui met les deux pays au bord de la guerre,. Cependant, certains indices suggèrent une accélération du rapprochement entre l'émirat islamique et l'Iran (entamé en février 1999) à la veille de l'assassinat de Massoud. Entre le 9 et le 11 septembre 2001, Mohammad Khatami a informé George W. Bush, par voie diplomatique, que l'Iran était étranger à cet assassinat, lui laissant supposer que c'était l'œuvre d'Al-Qaïda. Pourtant, selon une enquête du FBI, l'ambassade d'Iran à Bruxelles aurait contribué à l'attentat en fournissant des passeports belges aux deux assassins.
De façon mieux établie, les deux exécutants ont bénéficié de la complicité d'un groupe islamiste dirigé par Tarek Maaroufi, un Tunisien naturalisé belge, auquel se rattachait notamment Adel Tebourski, un binational franco-tunisien qui fournira les faux passeports et l'argent. Ce groupe était déjà impliqué dans plusieurs affaires, notamment dans l'acheminement de volontaires vers les camps d'entraînement d'Al-Qaïda en Afghanistan.
En novembre 2001, Adel Tebourski est arrêté en France pour complicité dans la préparation de l'assassinat de Massoud. Il est jugé en mai 2005 après trois ans et demi de détention préventive et condamné à six ans de prison et cinq ans d'interdiction des droits civiques, civils et de famille. Il bénéficie des remises de peine prévues par la loi et il est libéré le 22 juillet 2006. Mais, le 21 juillet, il a été déchu par décret de sa nationalité française, acquise en 2000. Il dépose une demande d'asile qui est rejetée et, en procédure d'« urgence absolue », il est expulsé vers la Tunisie le 7 août 2006. Les autorités tunisiennes le laissent en liberté sous une surveillance policière « ostentatoire »,.
Tarek Maaroufi, arrêté en Belgique le 18 décembre 2001, est condamné à 6 ans de prison pour plusieurs affaires de terrorisme, peine portée à 7 ans en appel.

#### Saccage de la tombe
Début septembre 2021, la vallée du Panchir est prise par les talibans après des combats contre le Front national de résistance dirigé par Ahmad Massoud. Le 9 septembre, la tombe du commandant Ahmed Chah Massoud est saccagée par des talibans, vingt ans jour pour jour après sa mort,.
Sa pierre tombale est brisée en trois morceaux et le verre de la sépulture est détruit.

### Famille et vie personnelle

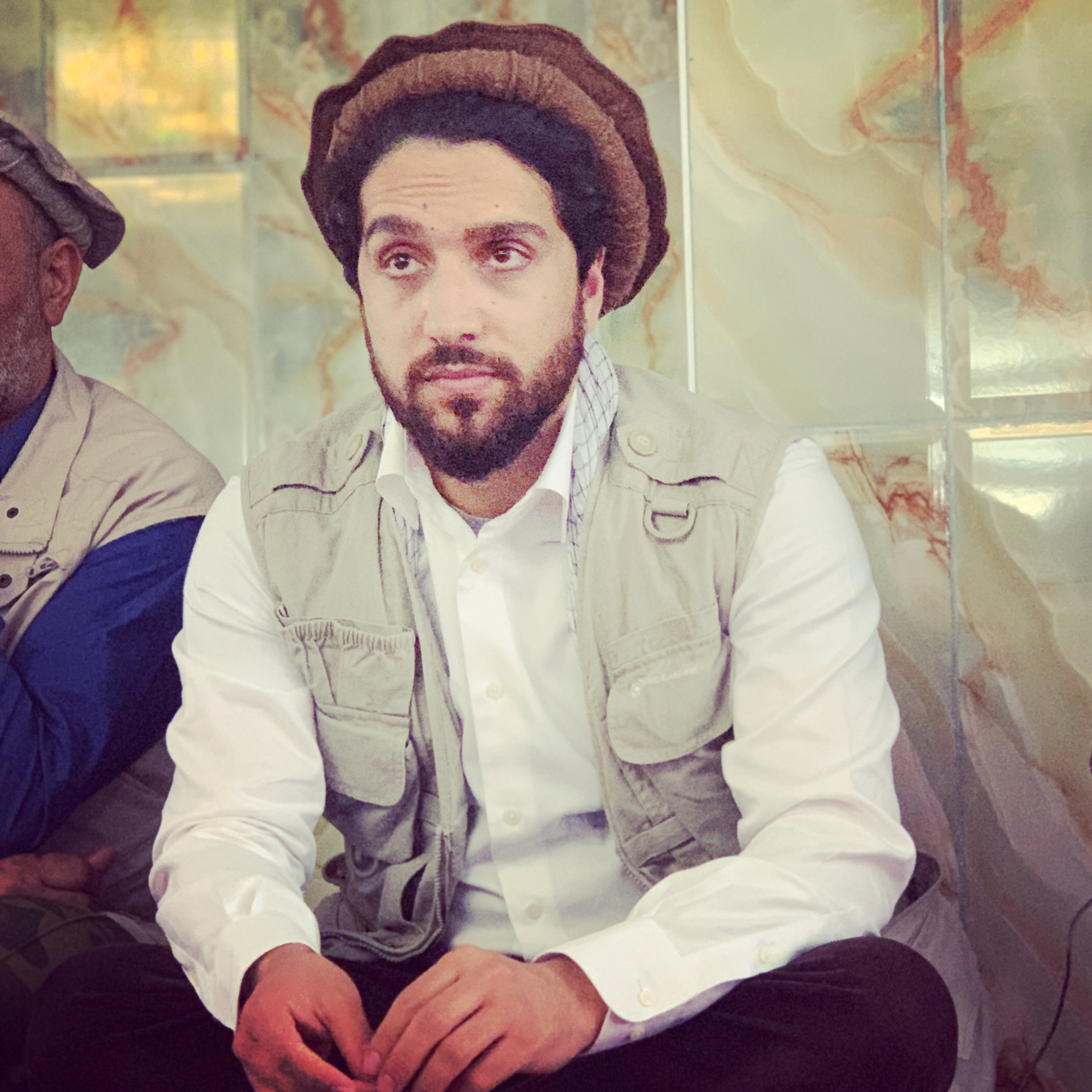
Ahmad Massoud, fils d'Ahmad Shah Massoud.

Massoud était marié avec Sediqa Massoud, avec laquelle il a 6 enfants : un fils Ahmad (né en 1989) et cinq filles (Fatima née en 1992, Mariam née en 1993, Ayesha née en 1995, Zohra née en 1996 et Nasrine née en 1998). En 2005, Sediqa Massoud publie un récit personnel de sa vie avec Massoud (cosigné par deux amies militantes des droits de la femme : Chékéba Hachemi et Marie-Françoise Colombani) intitulé Pour l'amour de Massoud, dans lequel elle décrit un mari aimant et honnête.
Massoud parlait le dari, le pachtou, l'ourdou et le français et lisait également l'anglais. Massoud aimait la lecture et avait une bibliothèque personnelle de 3 000 livres dans sa maison du Panjshir. Il a notamment lu les œuvres de révolutionnaires tels Mao Zedong et Che Guevara, il considérait Charles de Gaulle comme sa personnalité politique préférée, tandis que son écrivain favori était Victor Hugo,,. Il était un grand connaisseur de la poésie persane classique, notamment des poèmes de Abdul-Qādir Bedil (en) et Hafez. Il jouait volontiers au football et aux échecs.

## Prises de position
Dans un pays avec de très fortes traditions restreignant le droit des femmes, le progressisme de Massoud sur ces questions est souvent salué par des personnalités occidentales : « […] Massoud qui ne transigea jamais, on le sait, sur le droit des femmes à travailler et des petites filles à être éduquées » explique ainsi Bernard-Henri Lévy. Le 2 juillet 2000, il reçoit une délégation de femmes dans la vallée du Panchir et signe la Charte des droits fondamentaux de la femme afghane, rédigée et promulguée quelques jours plus tôt à Douchanbé (Tadjikistan) par des Afghanes en exil, à l'initiative de l'association NEGAR-Soutien aux femmes d'Afghanistan. Pourtant il interdisait à sa propre femme de sortir de chez elle, ou d'être aperçue par tout homme sans son voile.
Au contraire, le spécialiste de l'Afghanistan Gilles Dorronsoro indique que le commandant Massoud déclarait aux journalistes étrangers venus le rencontrer ce qu'ils voulaient entendre pour améliorer son image internationale et que « nombre de violations des droits de l’homme ont été commises à Kaboul quand Massoud contrôlait la capitale (pendaisons en public, amputations, limitations des droits des femmes, etc.). »
Bien que ses premiers pas en politique et les débuts du maquis dans le Panchir ont été aidés par le Pakistan, il a toujours été convaincu que la question afghane ne pouvait être réglée que par les Afghans, et a longtemps négligé l'appui que pouvaient lui apporter les relations internationales. Divers intellectuels et journalistes ont fini par le convaincre d'aller sur la scène politique internationale.
C'est ainsi qu'il est invité en avril 2001 à Strasbourg par la présidente du Parlement européen, Nicole Fontaine.
Il y dénonce les ingérences étrangères (fustigeant le Pakistan et ses services secrets qui soutiennent les talibans), parlant de la présence sur le territoire des camps d'entraînement d'Al Qaïda et de Oussama Ben Laden et prévenant ses interlocuteurs de la menace qu'ils constituent bien au-delà des frontières afghanes. Lors d'une conférence de presse à Paris, le 4 avril 2001, il dit : « Mon message au président Bush est le suivant : les problèmes auxquels nous faisons face seront bientôt ceux des Américains et du reste du monde ». Il sollicite une aide financière pour répondre aux nécessités des familles fuyant l'émirat islamique d'Afghanistan et se réfugiant dans la vallée du Panchir. En août 2001, quelques jours avant son assassinat, il confie à un groupe de Français que l'aide humanitaire n'est pas arrivée.
Son fils unique, Ahmad, qui dirige une fondation à son nom, résume en ces termes la position de son père : « Il avait une vision pour l'Afghanistan : un pays pacifique avec de bonnes relations entre toutes les ethnies et les pays voisins ». Massoud a, par ailleurs, été élevé au printemps 2002 au rang de héros national par décret du président afghan Hamid Karzai,.

## Postérité

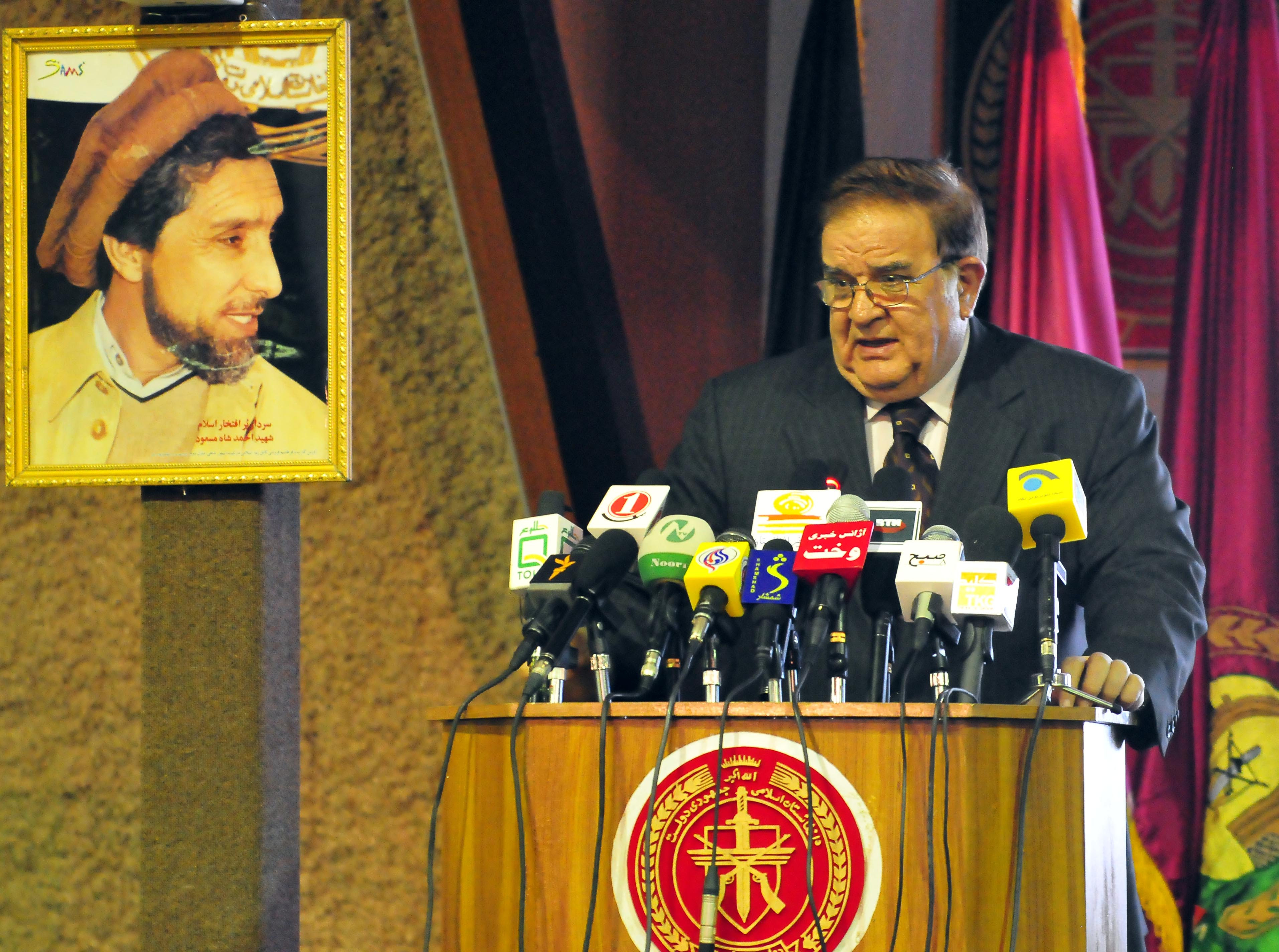
Discours d'hommage d'Abdul Rahim Wardak à Ahmed Chah Massoud (portrait à gauche), 2006.

Si Massoud est vénéré comme un saint dans la vallée du Panchir où sa tombe fait l'objet d'un pèlerinage, et semble être devenu pour les Tadjiks un héros national, beaucoup d'Afghans gardent de lui un souvenir mitigé.
De nombreux Hazaras, membres de la deuxième plus importante minorité ethnique d'Afghanistan, ne lui pardonnent pas d’avoir massacré des Hazaras dans le sud de Kaboul où les hommes de Massoud avaient agressé et pillé. C’est en partie pour cela que beaucoup d’habitants de Kaboul ont plus tard bien accueilli l’arrivée des talibans.
Depuis sa mort, la famille de Massoud jouit d'un grand prestige dans la vie politique afghane. L'un de ses six frères, Ahmed Zia Massoud, a été le vice-président de l'Afghanistan de 2004 à 2009, durant le premier parlement élu démocratiquement en Afghanistan. Il a subi diverses tentatives d'assassinat (notamment en 2004, en 2009), durant lesquelles huit autres Afghans furent tués. Ahmad Zia Massoud dirige en outre le National Front of Afghanistan (en) (un regroupement de forces armées). Un autre de ses frères, Ahmad Wali Massoud (en), fut l'ambassadeur de l'Afghanistan au Royaume-Uni de 2002 à 2006, et est membre de la Coalition nationale d'Afghanistan d'Abdullah Abdullah (un autre regroupement de forces armées).
Après sa mort, une partie de sa famille part s'installer en Iran. Trois de ses filles ont mené des études de médecine en Égypte et son fils, Ahmad (né en 1989), qui a étudié au Royaume-Uni, mène une carrière politique en Afghanistan dans la lignée du combat de son père défunt,.
5000 heures d'archives audiovisuelles réalisées par son caméraman Mohammad Yousuf Jan Nesar sont évacuées d'Afghanistan avec l'aide de l'ambassade de France dans le cadre d'un projet soutenu par l'Alliance internationale pour la protection du patrimoine dans les zones de conflit  et conservées à l'INA. Jan Nesar est lui-même exfiltré avec le personnel de l'ambassade dans l'opération Apagan.

## Hommages

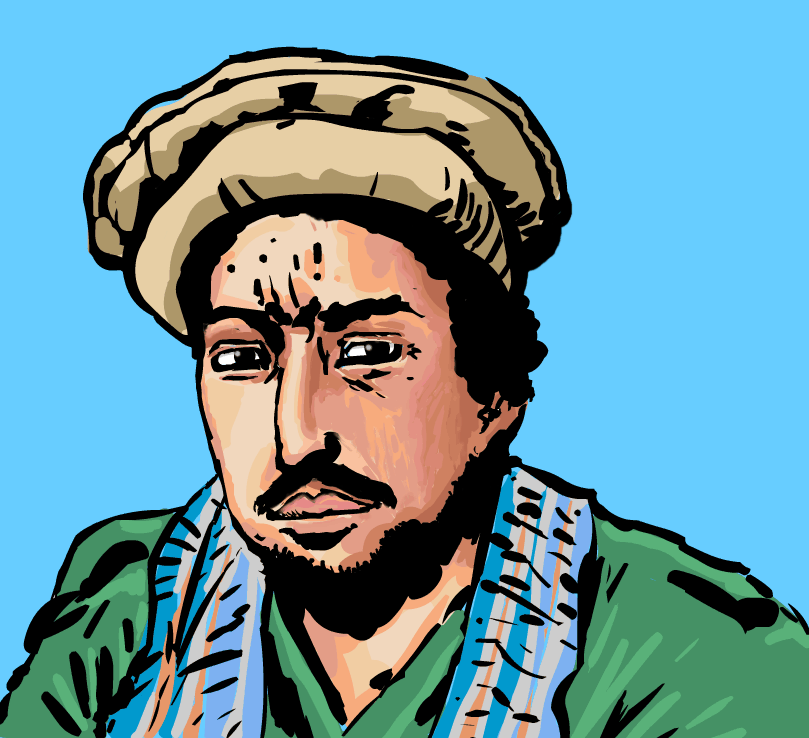
Ahmed Chah Massoud (illustration).

Le premier fils du rappeur Médine est nommé d'après le Commandant-Massoud.

### À Paris
L'allée du Commandant-Massoud, dans les jardins des Champs-Élysées, lui rend hommage. Elle est inaugurée le 27 mars 2021,.

## Dans les arts et la culture populaire

### Littérature

#### Bande dessinée
- 2006 : Rebelles tome 4 - l'afghan - Massoud de Jean-François Charles, Frédéric Bihel et Maryse Nouwens.
- 2011 : Il apparait dans L'Histoire secrète Tome 24 La guerre inconnue.
- 2021 : Histoire et destins - Le garde du corps de Massoud de Jean-Pierre Pécau et Renato Arlem.

#### Roman
- 1985 : Les Lions du Panshir de Ken Follett.
- 2013: La Confession de Massoud  d'Olivier Weber (Flammarion).

### Filmographie

#### Télévision

##### Documentaire
- 1981 : Une vallée contre un empire, de Christophe de Ponfilly et Jérôme Bony.
- 1982 : Collection Afghanistan Massoud, confiée par Ariana Films à l'INA (inamediapro.com)
- 1998 : Massoud, l'Afghan, de Christophe de Ponfilly.
- 2000 : L'Opium des talibans, de Olivier Weber.
- 2004 : Qui a tué Massoud ?, de Didier Martiny.
- 2011 : Massoud, le lion du Panjshir de Patrick Descamps et Jean-François Giré.
- 2012 : Mystères d'archives, épisode 2001 : L'enterrement du Commandant Massoud.
- 2021 : Massoud, l'héritage de Nicolas Jallot.

### Musique

#### Chanson
- Tous ces visages, Trust (1996)
- Damien Saez : J'veux du nucléaire, Massoud et Voici la mort, God Blesse (2002)
- Massoud (ist tot), Muckrackers (2002)
- Massoud l’Afghan, No Place for Soul, Full Global Racket, 2002
- On veut tout (Remix), Akhenaton (rappeur) & Salif (« Rap de Massoud, résiste à l’occupant »[réf. nécessaire]), 2002
- Hommage à Massoud, Dazibao Family (2004)
- Du Panshir à Harlem, Médine (dans cette chanson, son parcours, son combat et sa destinée sont mis en parallèle, à la 1re personne, avec celui de Malcolm X), 2005
- Étoile d'un jour, L'Algérino & Soprano (2005)
- Rughju di vita, Voce Ventu (chanson hommage), 2005
- Nous sommes ce que nous sommes, Bruno Pelletier, Sylvain Cossette & Pierre Flynn (comédie musicale québécoise : Dracula, entre l'amour et la mort), 2006
- Les Gens comme eux, Bakar, Médine & Sinik, 2007
- Salutations révolutionnaires, Ministère des affaires populaires, Grain d'sel, 2007
- Hiro, Soprano, 2010
- A Massoud, Yaelle Cinkey, 9 septembre, 2011
- Explosion d'un espoir, Benouz (poète), 19 mars 2013
- Massoud, No One Is Innocent (2015)
- Charbon, Booba, album Nero Nemesis, 2015
- Refugee, Yaniss Odua (chanteur de reggae), 2016, hommage à Massoud et aux réfugiés
- Amer Saheb (Massoud l'Afghan), Trust sur l'album Fils de lutte (2019)
- Le Lion du Panshir, Les Brigandes, 2020
- Que tu reviennes, TripleGo, 2020
- Kennedy, Sakage, 2020